# Закієв Радік Мансурович
Радік Мансурович Закієв (рос. Радик Мансурович Закиев; 23 грудня 1986, м. Нижньокамськ, СРСР) — російський хокеїст, нападник. Виступає за «Трактор» (Челябінськ) у Континентальній хокейній лізі. 
Виступав за «Нафтовик» (Леніногорськ), «Нафтохімік» (Нижньокамськ), «Амур» (Хабаровськ), «Торпедо» (Нижній Новгород). 